# Ганеша-гита

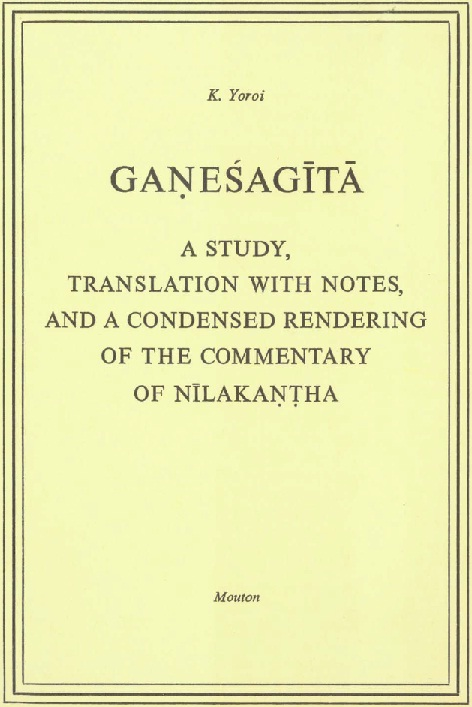
Обложка издания Ганеша-гиты на английском языке в переводе Киоши Ярои (Kiyoshi Yoroi)

Ганеша-гита (санскр. गणेशगीता; IAST: gaṇeśa-gītā; — «Песнь Ганеши») — важный текст жанра «Гита» индуистского религиозного направления Ганапатья. Входит в состав Ганеша-пураны (Крида-кханда, 138—148). Время написания датируется учёными периодом с XII по XVI века. Текст представляет собою беседу между Гаджанананой (IAST: gajānana) (одной из аватар Ганеши) и принцем Варенейей. По своему содержанию Ганеша-гита на 90 % является калькой с Бхагавад-гиты — в предисловии и в примечаниях к своему переводу Kiyoshi Yoroi приводит список параллельных мест между этими гитами. Однако в отличие от Бхагавад-гиты, которая опирается в первую очередь на философию Санкхьи, Ганеша-гита использует философию Адвайта-веданты — в тексте прослеживается влияние трудов Шанкары.
В отличие от многих других текстов как жанра «Гита», так и вообще классической индуистской литературы, в Ганеша-гите большой большой упор делается на идее сострадания, — Каруне (санскр. करुणा, IAST: karuṇā) — что, в свою очередь, по мнению Kiyoshi Yoroi, указывает на сильное влияние буддизма Махаяны. С другой стороны, текст указывает на крайнюю важность Джняны — ((санскр. ज्ञान, IAST: jñāna)), познания, — как на важнейший инструмент в достижении Мокши (санскр. मोक्ष IAST: mokṣa, «Освобождение»). При этом другие виды религиозной практики и йоги (напр., Бхакти, Карма) признаются хотя и важными, но всё-таки второстепенными видами практики по сравнению с Джнана-йогой. В то же время большое значение придаётся тантрическим практикам, близким к шактийской и шиваитской тантре — им посвящена вся VII-я глава Ганеша-гиты, в которой более или менее подробно описывается культ Ганеши.
В XVII веке был написан, вероятно, единственный комментарий на текст Ганеша-гиты — его автором является крупный философ шиваитской веданты Нилакантха (IAST: nīlakaṇṭha), который также является автором Бхарата-бхава-дипы (IAST: bhāratabhāvadīpa), комментария к Махабхарате.

## Содержание
Ганеша-гита состоит из 11-ти глав и включает в себя 414 стихов:
| Глава I    | — Санкхья-йога      |
| Глава II   | — Карма-йога        |
| Глава III  | — Достижение знания |
| Глава IV   | — Йоги отречения    |
| Глава V    | — Виды йоги         |
| Глава VI   |                     |
| Глава VII  |                     |
| Глава VIII |                     |
| Глава IX   |                     |
| Глава X    |                     |
| Глава XI   |                     |

## Переводы, исследования
Существует всего 1 научный перевод Ганеша-гиты: он был выполнен Киоши Ярои (Kiyoshi Yoroi)в 1968 году и был издан в Гааге в Нидерландах. Этот перевод снабжен небольшим вступлением, комментариями к стихам (с указанием параллельных мест с Бхагавад-гитой и некоторыми другими текстами) и, как приложение к переводу, приведёно краткое изложение комментария Ниликантхи.
Также существует не претендующий на научную ценность частичный (главы 1-5) перевод на английский Ч. Девидаса, доступный для ознакомления и скачивания в pdf-формате на сайте Aum Ganesha.com. На этом же сайте можно ознакомиться с переводами 10-ти глав Ганеша-пураны.